# Gamander-Ehrenpreis
Der Gamander-Ehrenpreis (Veronica chamaedrys), auch Männertreu, Frauenbiss, Katzenäuglein oder Wildes Vergissmeinnicht genannt, ist eine Pflanzenart aus der Gattung Ehrenpreis (Veronica) in der Familie der Wegerichgewächse (Plantaginaceae).

## Beschreibung

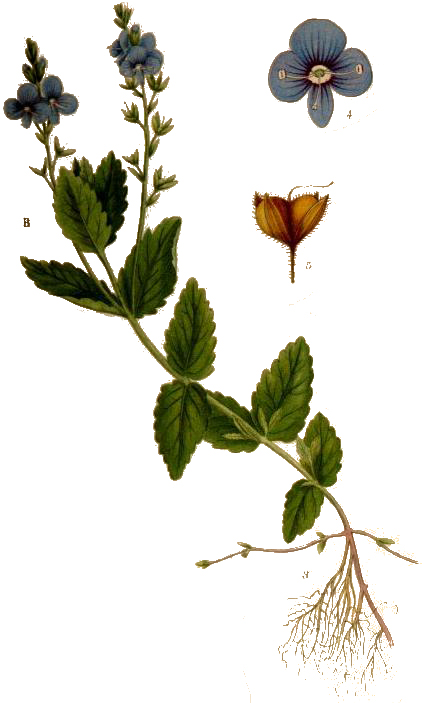
Illustration

### Vegetative Merkmale

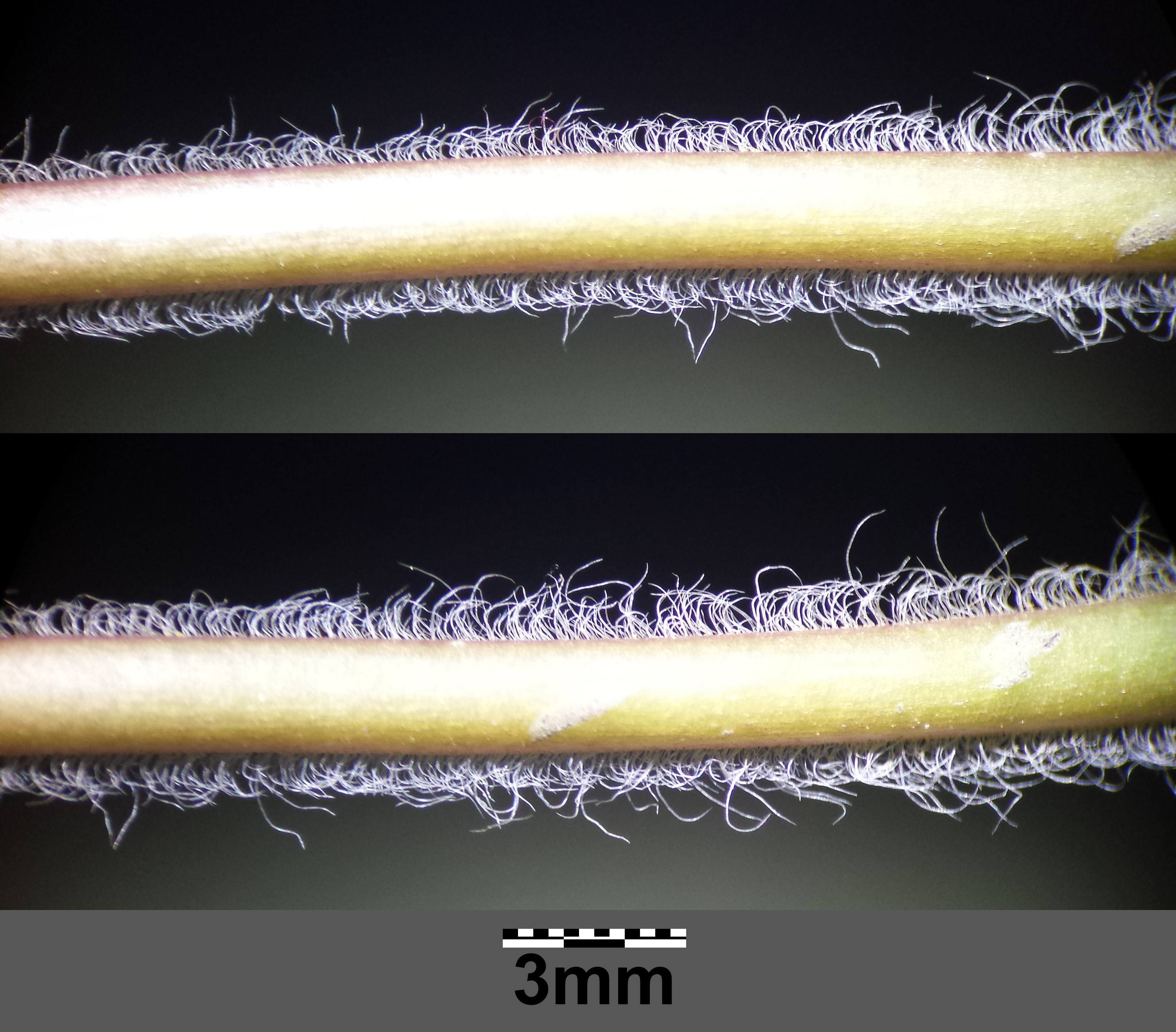
Der Stängel weist zwei gegenüberliegende Haarzeilen auf.

Der Gamander-Ehrenpreis wächst als ausdauernde krautige Pflanze und erreicht Wuchshöhen von 10 bis 30 Zentimetern. Sein „Wurzelwerk“ besteht im Wesentlichen aus sproßbürtigen Wurzeln. Am niederliegenden oder aufsteigenden, runden Stängel laufen an jedem Internodium zwei einander gegenüberliegende weiße zottige Haarleisten (Trichome) herab. Sie entspringen an den Knoten zwischen der Basis beider Laubblätter.
Die gegenständig angeordneten Laubblätter sind sitzend. Die Blattspreite ist bei einer Länge von 2 bis 3 Zentimetern sowie einer Breite von 1 bis 3 Zentimetern herz-eiförmig, eiförmig oder breit-elliptisch. Die Blattoberseite ist meist fast kahl und die Blattunterseite vorwiegend auf den Nerven und am Rand behaart. Der Blattrand ist mehr oder weniger tief, oft unregelmäßig gekerbt bis gesägt; die Zähne sind stumpf bis abgerundet.

### Generative Merkmale

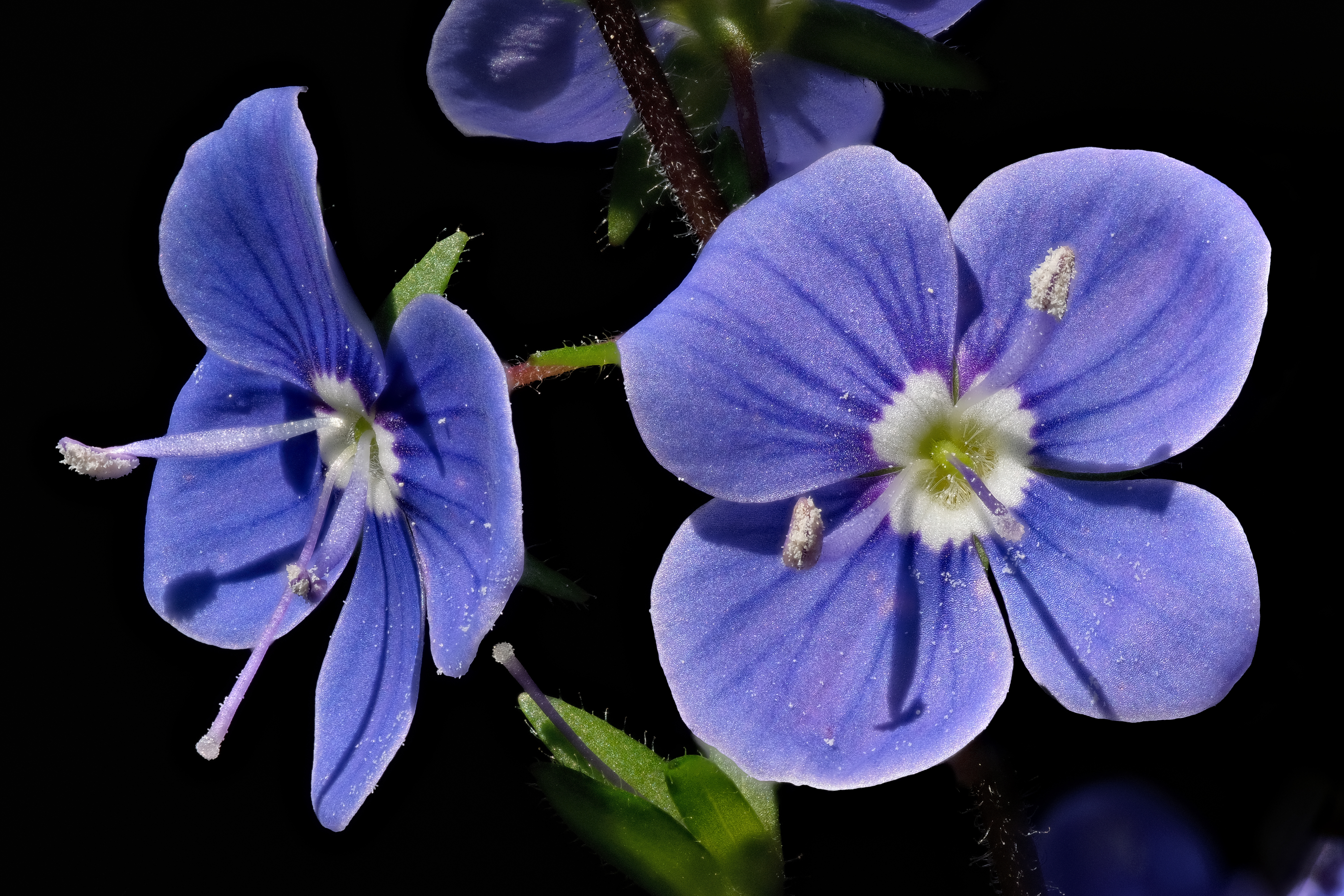
Detailansicht der Blüten

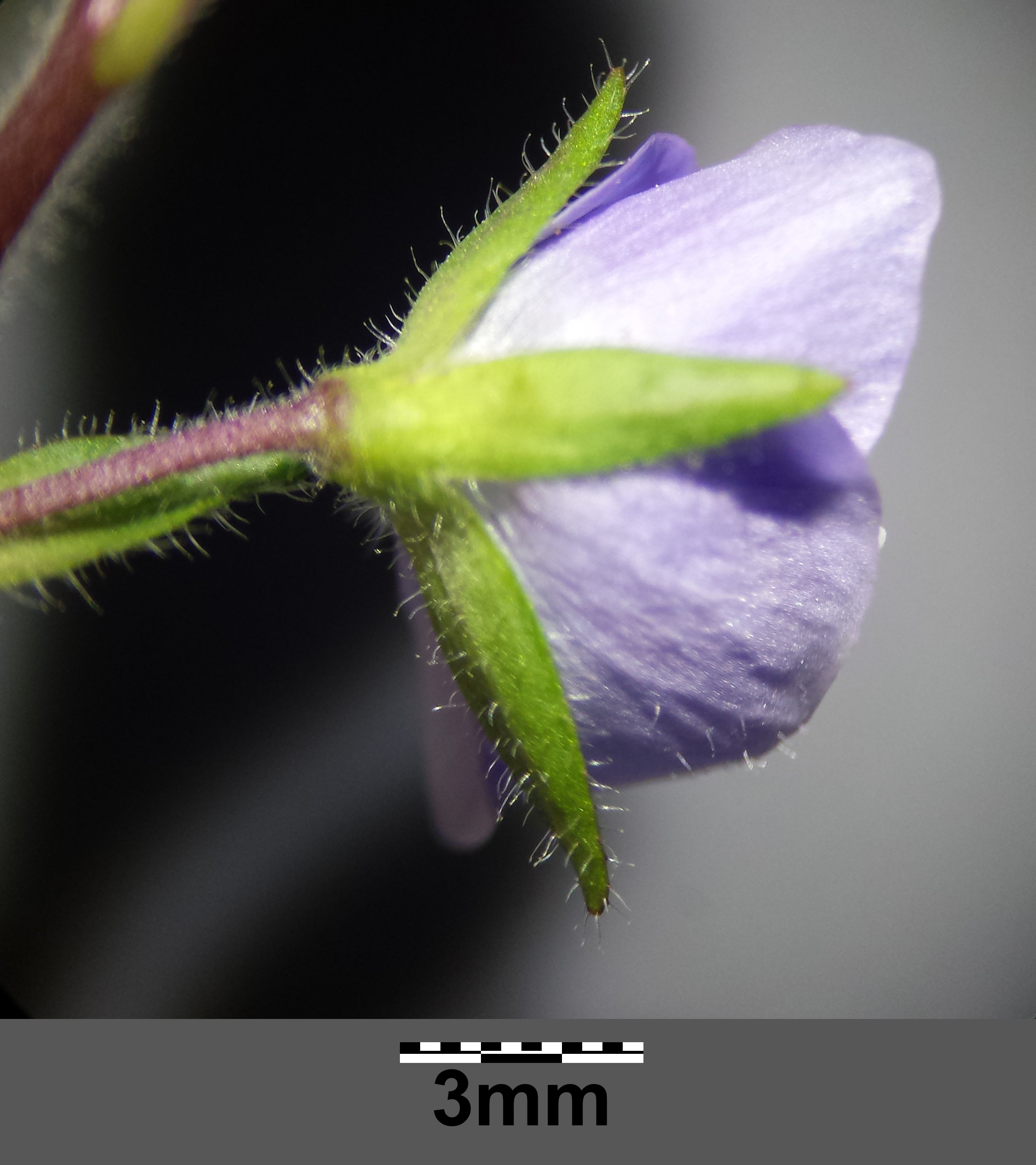
Außenansicht einer Blüte von Veronica chamaedrys subsp. chamaedrys: die Kelchblätter sind nur locker behaart.

Die Blütezeit liegt zwischen April und Juli. Jeweils etwa 10 bis 20 Blüten stehen in seitenständigen, traubigen Blütenständen zusammen. Die Deckblätter sind länglich-lanzettlich. Der drüsig kurz behaarte Blütenstiel ist mehr oder weniger aufrecht und 4 bis 6 Millimeter lang.
Die zwittrigen Blüten sind vierzählig mit doppelter Blütenhülle. Von den vier fein behaarten, länglich-lanzettlichen Kelchblätter sind die vorderen etwas größer als die hinteren. Die vier himmelblauen und dunkler geaderten Kronblätter sind etwas ungleich, daher ist die 10 bis 14 Millimeter breite Blütenkrone zygomorph. Der Schlund und die Kronröhre sind weiß. Bei den zwei Staubblättern sind Staubfäden sowie Staubbeutel blau.
Die zweiklappige Kapselfrucht ist dreieckig-herzförmig. Die Griffel sind blau, so lang wie die Frucht und verdicken sich spitzenärts etwas. Die Narbe ist weißlich. Die Samen sind schüsselförmig und etwa 1 Millimeter lang.
Die Chromosomenzahl beträgt 2n = 16 oder 32.

## Ökologie
Der Gamander-Ehrenpreis ist ein krautiger Chamaephyt, der oft rasig wächst. Der betreffend Nährstoffen anspruchsvolle Lichtkeimer ist ein Flachwurzler. Vegetative Vermehrung erfolgt durch unterirdische Ausläufer.
Am Stängel findet man oft kugelige, filzig behaarte Anschwellungen (Gallen). Sie werden verursacht durch die Larven der Gallmücke Jaapiella veronicae, die sich in den Gallen ernähren.
Der Gamander-Ehrenpreis bildet nur an sonnigen Standorten Blüten aus. Befindet sie sich im Halbschatten, bleibt sie steril. Blütenökologisch handelt es sich um homogame „nektarführende Scheibenblumen“. Der Nektar wird von einem Haarkranz bedeckt. Der abstehende Griffel, die beiden Staubblätter und das untere Kronblatt dienen als Anflugplatz für die Insekten. Die Insekten werden durch die Saftmale (dunkle Strichmale und weißes Ringmal) zum Nektar geleitet und bestäuben die Blüten, die sich zwischen 7 und 9 Uhr öffnen und gegen 18 Uhr wieder schließen. Als Bestäuber kommen in Frage: Fliegen, Bienen und kleine Tagfalter.
Die Kapselfrüchte öffnen sich bei Nässe und setzen die Samen frei. Die Samen sind Regentropfenwanderer (Regenballist und Regenschwemmling), dazu Windstreuer; auch Ausbreitung durch den Zufall und durch Ameisen findet statt.

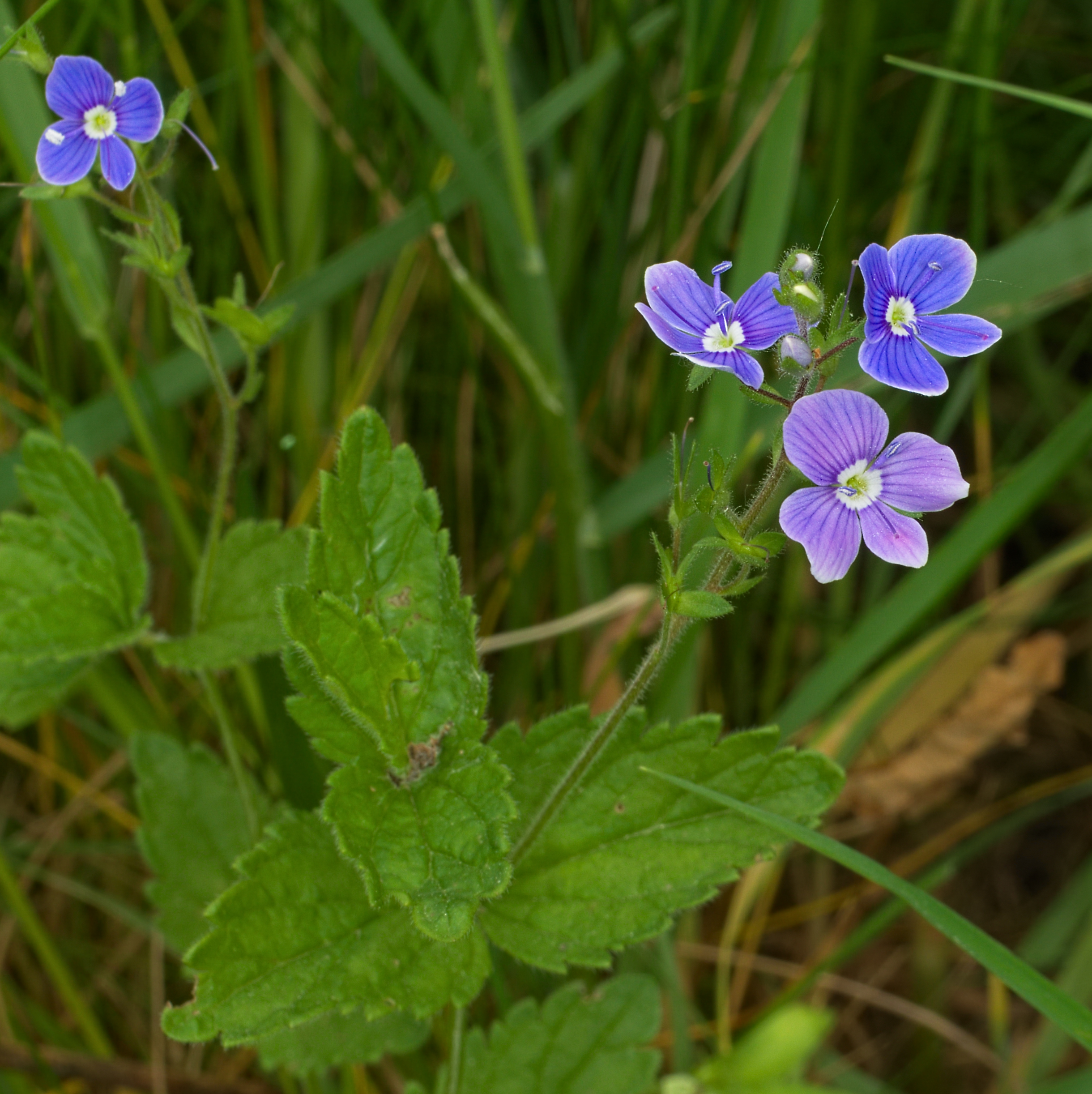
Gamander-Ehrenpreis (Veronica chamaedrys)
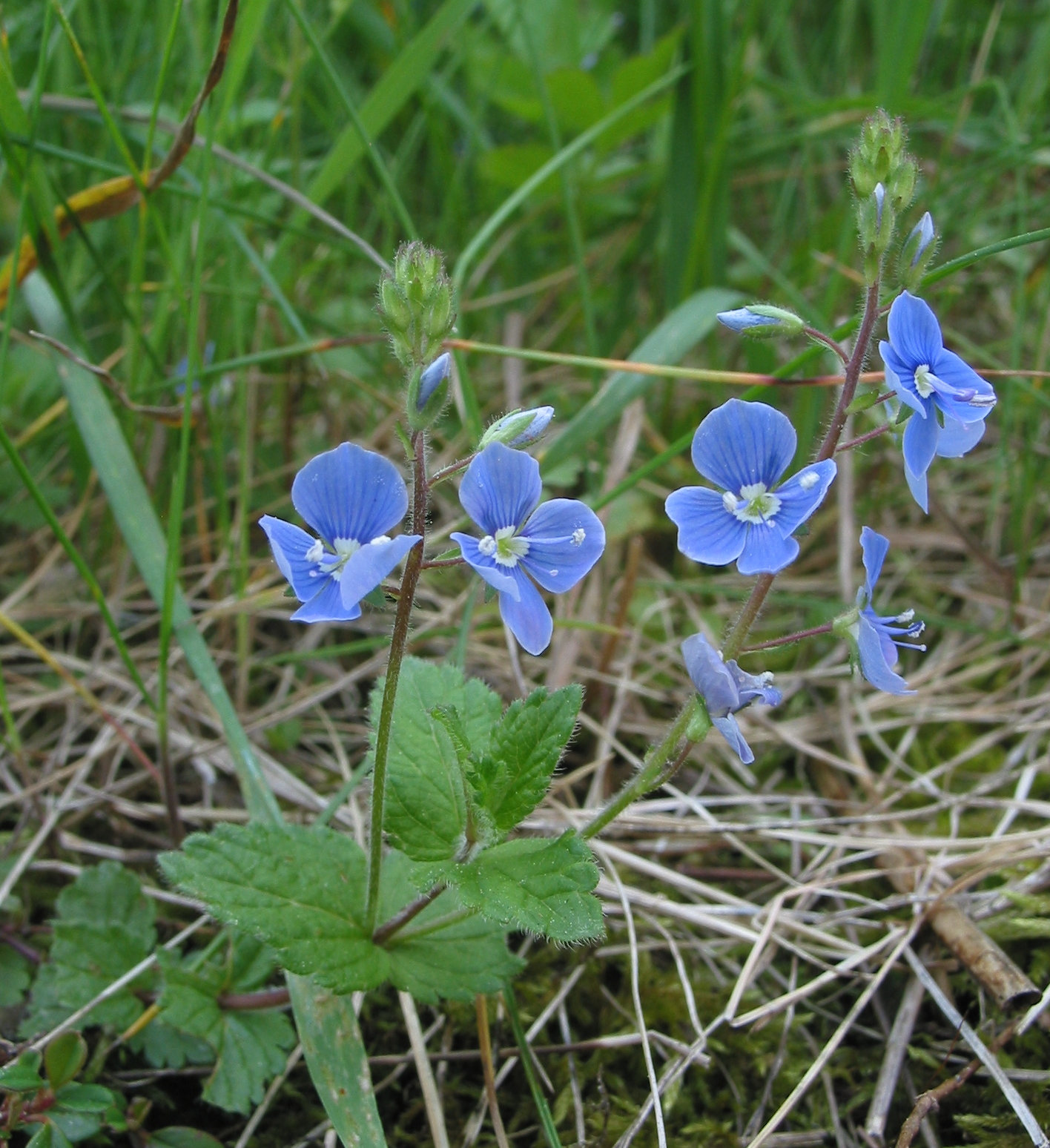
Gamander-Ehrenpreis, Habitus
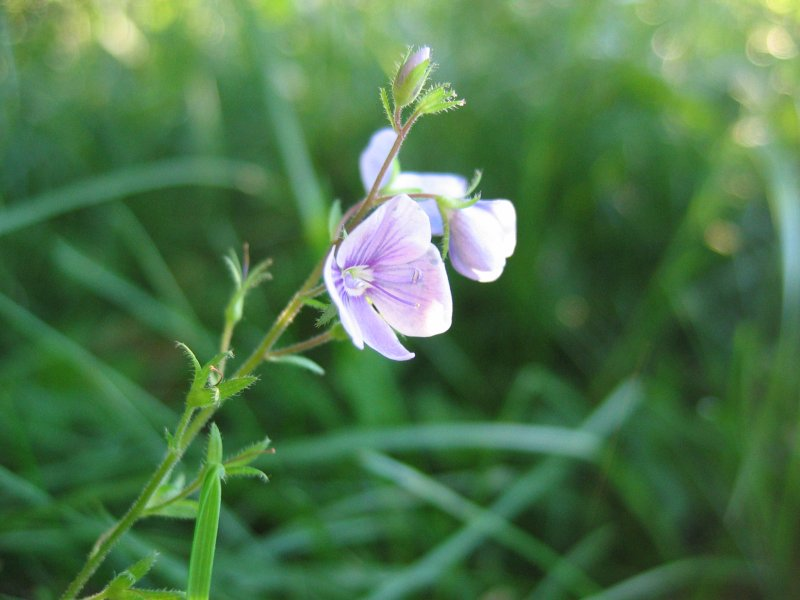
Farbliche Variante des Gamander-Ehrenpreises

## Vorkommen
Das Verbreitungsgebiet von Veronica chamaedrys umfasst Europa, die Azoren und Madeira und reicht in Asien bis Sibirien, zum Altai und zum Fengcheng Xian in der chinesischen Provinz Liaoning. Der Gamander-Ehrenpreis ist in weiten Teilen Europas mit Schwerpunkt in den westlichen Gebieten verbreitet. In Nordamerika und in Argentinien ist er ein Neophyt.
Häufige Standorte in Mitteleuropa sind Säume von Hecken und Gebüschen, Wiesen, Wegraine, Waldränder, lichte Trockenwälder bis in eine Höhenlage von 2200 Meter bevorzugt. Er wächst auf frischen, nährstoffreichen Lehmböden. Er ist in Mitteleuropa eine Charakterart der Ordnungen Arrhenatheretalia und Glechometalia.

## Systematik
Theophrast wie auch Dioskurides nannten den auch „Großer Gamander“ genannten Edel-Gamander (Teucrium  chamaedrys)  „χαμαί-δρυς“ (chamai-drys = Boden-Eiche), weil seine Blätter denen der Eiche ähneln. Da die Blätter des im Gegensatz dazu auch „Kleiner Gamander“ genannten Gamander-Ehrenpreises  ebenfalls Eichenblättern ähneln, wurde bereits vor Linné der Name chamaedrys auch für diese Pflanzenart übernommen. Das deutsche Wort „Gamander“ entwickelte sich ebenfalls aus chamaedrys – chamandrys – mittellateinisch chamandros – gamandre, wobei gamandre (wie lateinisch gamandria und gamandrea) möglicherweise auch für Edel-Gamander stand. Die Erstveröffentlichung von Veronica chamaedrys erfolgte durch Carl von Linné.
Von Veronica chamaedrys gibt es etwa vier Unterarten:
- Eigentlicher Gamander-Ehrenpreis (Veronica chamaedrys L. subsp. chamaedrys) mit tiefgrünen, meist nicht glänzenden Laubblättern. Tetraploid (Chromosomenzahl 2n = 32). Er kommt in Mitteleuropa in Gesellschaften des Verbands Trifolion medii, aber auch in denen der Ordnung Arrhenatheretalia oder Glechometalia vor. In den Allgäuer Alpen steigt er zwischen Bärenkopf und Kiechele in Vorarlberg bis in eine Höhenlage von 1950 Meter auf.[8][2]
- Veronica chamaedrys subsp. chamaedryoides (Bory & Chaub.) M.A.Fisch. (Syn.: Veronica chamaedryoides Bory & Chaub.): Sie kommt in Griechenland vor.[7]
- Glanz-Gamander-Ehrenpreis (Veronica chamaedrys subsp. micans M.A.Fisch.) mit hellgrünen, oft etwas glänzenden Laubblättern. Diploid, (Chromosomenzahl 2n = 16). Standort obermontan bis subalpin besonders in den nördlichen Kalkalpen. Er ist eine Art der Caricion-ferrugineae- oder der Adenostylion-Gesellschaften. Er steigt im Ammergau bis in eine Höhenlage von 1150 Meter, in den Allgäuer Alpen im Tiroler Teil zwischen Hahnenkamm und Gaichtspitze bis 1910 Meter auf.[2][8]
- Drüsiger Gamander-Ehrenpreis (Veronica chamaedrys subsp. vindobonensis M.A.Fisch.): Wird von manchen Autoren auch als eigene Art angesehen: Veronica vindobonensis (M.A.Fisch.) M.A.Fisch. Sie kommt in Mitteleuropa, in Süd- und Südosteuropa sowie in Vorderasien vor.[7]

## Inhaltsstoffe
Die Pflanzenteile enthalten das entzündungshemmend wirkende Aucubin.

## Volksglauben
Im Volksmund heißt der häufig vorkommende blaue Gamander-Ehrenpreis auch Gewitterblümchen, da man glaubte, dass er entweder in gewitterreichen Jahren vermehrt blüht oder sein Abpflücken Regen oder Gewitter hervorruft.

## Sonstiges
Der Botaniker Leonhart Fuchs muss ein besonderes Verhältnis zum Gamander-Ehrenpreis gehabt haben. Diese Pflanzenart heißt bei ihm „Gamenderle“. Ein Porträt von ihm aus dem Württembergischen Landesmuseum in Stuttgart aus dem Jahr 1541 zeigt ihn mit dieser Pflanze in Händen. Auch eine Vorzeichnung aus dem Kräuterbuch-Exemplar der Stadtbibliothek Ulm, die vermutlich von Heinrich Füllmaurer stammt, zeigt ihn mit dieser Pflanze.